# Savogna d'Isonzo
Savogna d'Isonzo (Sovodnje ob Soči en slovène) est une commune italienne de la province de Gorizia dans la région Frioul-Vénétie Julienne en Italie.

## Géographie
Savogna d'Isonzo se trouve à environ 6 km au sud-ouest de Gorizia et à environ 3 km à l'ouest de la frontière italo-slovène, sur les bords de l'Isonzo à sa confluence avec la rivière Vipava.

## Administration
| Période                                  | Période | Identité | Étiquette | Qualité |
| ---------------------------------------- | ------- | -------- | --------- | ------- |
|                                          |         |          |           |         |
| Les données manquantes sont à compléter. |         |          |           |         |

### Hameaux
Gabria, Peci, Rupa, San Michele del Carso, Castel Rubbia, Monte San Michele, Colici Superiore, Colici Inferiore

### Communes limitrophes
Doberdò del Lago, Farra d'Isonzo, Gorizia, Sagrado